# Sleepeg

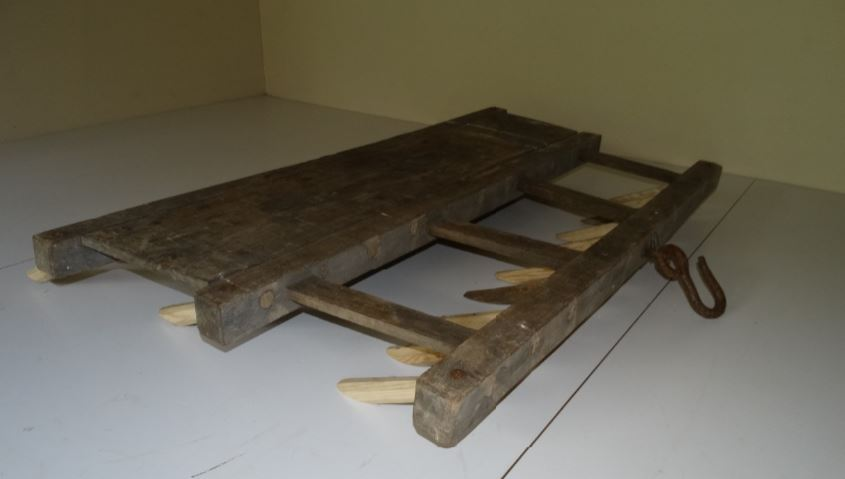
Sleepeg uit Kortemark (1880-1940), bewaard in de Collectie Bulskampveld.

De sleepeg of oeselaar is een door het paard getrokken landbouwwerktuig voor het fijn verkruimelen van zanderige grond. Ze is te onderscheiden van de eg. Het tuig werd veel in West-Vlaanderen gebruikt waar de overwegend zanderige bodem er bij uitstek geschikt voor was. Het werktuig werd  gesleept door één trekpaard. De tanden staan naar achteren, in tegenstelling tot bij een gewone eg waar ze naar voren wijzen. De uitvoering van de sleepeg verschilde naargelang de maker (vaak een wagenmaker), de gebruiker en de grond.

## Bouw
In de regel waren er twee of drie rijen naar achteren gerichte grove houten (bijna altijd essenhout) of ijzeren tanden die in een dwarsbalk waren bevestigd. Deze balken waren op hun beurt met elkaar verbonden door een stevig raamwerk. Boven op het raamwerk waren planken bevestigd waarop de boer bij het trekken plaatsnam. Om de kosten voor een aparte oeselaar te vermijden, gebeurde het dat een landbouwer een eg, waarvan de zware tanden aan de bovenzijde nog niet helemaal in de balken waren gedreven, omdraaide. Met de korte eindes van de tanden bereikte hij een gelijkaardig resultaat als met de schuin naar achteren gerichte tanden van de oeselaar.

## Werking
Terwijl de landbouwer met de linkerhand het leidsel van het paard vasthield, stond hij wijdbeens op de planken. Tijdens het trekken verplaatste hij afwisselend zijn gewicht op de linker- en rechtervoet. Op die manier schommelde de sleepeg als het ware over het land. Hierdoor werden de grove aardkluiten verkruimeld en werd de grond voorbereid om te worden ingezaaid met bijvoorbeeld met raapzaad. Het tuig kon daarna ook worden gebruikt om zaad licht toe te dekken. In hopvelden werd de sleepeg gehanteerd om tussen de rijen door de grond te verkruimelen. Het kwam ook voor dat een boer er mee over de net opgeschoten aardappelen trok om onkruid te verwijderen. De oeselaar is een typisch regionaal werktuig uit het niet-gemotoriseerde tijdperk. Achter een tractor worden dergelijke tuigen niet gebruikt.